# Ko Po Da Nai
Ko Po Da Nai (lub także Ko Poda) – tajska wyspa leżąca na Morzu Andamańskim. Administracyjnie położona jest w prowincji Krabi. Najwyższe wzniesienie wynosi 89 m n.p.m. Wyspa jest niezamieszkana.

## Położenie geograficzne
Leży w odległości 1,9 km na północ od wyspy Ko Po Da Nok, około 5,5 km na południowy zachód od plaży Railay. Ponadto w pobliżu położone są mniejsze wyspy: Ko Ma Tang Ming około 750 na północ czy Ko Mor i Ko Thap około 1100–2000 m na południe.

## Klimat
Temperatura powietrzna jest podobna przez cały rok – najczęściej waha się od 27,3 °C we wrześniu do 29,5 °C w kwietniu. Największa liczba dni z opadami jest we wrześniu (średnio 21 dni), natomiast najmniejsza w lutym (średnio 2 dni).
| Miesiąc                                                                           | Sty  | Lut  | Mar  | Kwi  | Maj  | Cze  | Lip  | Sie  | Wrz  | Paź  | Lis  | Gru  |     |
| --------------------------------------------------------------------------------- | ---- | ---- | ---- | ---- | ---- | ---- | ---- | ---- | ---- | ---- | ---- | ---- | --- |
| Średnie temperatury w dzień [°C]                                                  | 27,9 | 28,7 | 29,3 | 29,5 | 28,4 | 28,3 | 27,8 | 27,9 | 27,3 | 27,4 | 27,5 | 27,6 |     |
| Średnia liczba dni z opadami                                                      | 3    | 2    | 4    | 9    | 19   | 17   | 17   | 17   | 21   | 20   | 13   | 6    | 148 |
| Źródło: Norwegian Meteorological Institute and Norwegian Broadcasting Corporation |      |      |      |      |      |      |      |      |      |      |      |      |     |